# Regimentul I de Graniță de la Orlat, Compania a XI-a
Compania a XI-a făcea parte din Regimentul I de Graniță de la Orlat în cadrul Graniței Militare din Transilvania (în germană Siebenbürgische Militärgrenze), instituită în anul 1764 de autoritățile imperiale drept cordon sanitaire la frontiera sudică a Principatului Transilvania.
Au făcut parte din acest Regiment localitățile Bucium, Ohaba, Șinca Veche și Vad, toate militarizate în întregime.

## Comandanți
- Căpitanul Bariț Iosif(Baritz Joseph) - 1819[1].

1. ↑  G.A.T. anexe, p.XVII.